# The Cleansing
The Cleansing (укр. Очищення) — перший студійний альбом ріверсайдського дезкор гурту Suicide Silence, випущений лейблом Century Media Records.

## Історія
Змінивши лейбл з Third Degree на Century Media Records, Suicide Silence почали запис альбому в першій половині 2007 року, і вже 22 червня пісні «Unanswered» і «Bludgeoned to Death» були розміщені у світовій мережі для вільного завантажування. Альбом містить 12 пісень і одну приховану пісню. Три пісні з цього альбому були офільмовані, а саме: «The Price of Beauty» і «Bludgeoned to Death» в 2008 році та «Unanswered» в 2009 році.
Альбом відразу ж після виходу посів 94 місце в хіт-параді Billboard Top 200, бо був проданий у перший тиждень накладом 7 250 копій, що стало рекордом продажів дебютних альбомів лейблу Century Media Records
Завдяки успіху альбому, 2008 року гурт вирушив в тур по США в рамках Mayhem Festival, розділивши одну сцену зі Slipknot, Disturbed й іншими представниками американської метал-сцени.

## Список композицій
| #     | Назва                                                             | Тривалість |
| ----- | ----------------------------------------------------------------- | ---------- |
| 1.    | «Revelations (Intro)»                                             | 0:33       |
| 2.    | «Unanswered»                                                      | 2:15       |
| 3.    | «Hands of a Killer»                                               | 4:14       |
| 4.    | «The Price of Beauty»                                             | 2:46       |
| 5.    | «The Fallen»                                                      | 4:07       |
| 6.    | «No Pity for a Coward»                                            | 3:12       |
| 7.    | «The Disease»                                                     | 4:22       |
| 8.    | «Bludgeoned to Death» (titled "Bludgeoned" in its edited version) | 2:34       |
| 9.    | «Girl of Glass»                                                   | 2:52       |
| 10.   | «In a Photograph»                                                 | 4:32       |
| 11.   | «Eyes Sewn Shut»                                                  | 2:58       |
| 12.   | «Green Monster»                                                   | 5:49       |
| 13.   | «Destruction of a Statue» (скрытый трек)                          | 3:44       |
| 43:58 |                                                                   |            |

| UK exclusive edition bonus tracks | UK exclusive edition bonus tracks | UK exclusive edition bonus tracks |
| #                                 | Назва                             | Тривалість                        |
| --------------------------------- | --------------------------------- | --------------------------------- |
| 14.                               | «A Dead Current»                  | 3:38                              |
| 47:36                             |                                   |                                   |

## Учасники запису
- Мітч Лакер — вокал
- Рік Еш — гітара
- Кріс Ґарса — гітара
- Майк Бодкінс — бас
- Джош Годдард — ударні